# Joseph Gersbach
Joseph Gersbach (* 22. Dezember 1787 in Säckingen; † 3. Dezember 1830 in Karlsruhe) war ein deutscher Komponist und Musikpädagoge.

## Leben
Joseph Gersbach wurde am 22. Dezember 1787 in Säckingen (heute: Bad Säckingen) am Hochrhein als Sohn eines Müllers (später auch Bürgermeister) geboren. Von 1800 an besuchte Joseph Gersbach das Gymnasium der Säckinger Abtei. Schon früh wurde ihm aufgrund seiner Begabung die Leitung des Orgelspiels und des Kirchengesanges an der Abtei übertragen. Sein Bruder Anton (1803–1848) war später dort Organist. 1807 begann er in Freiburg ein Studium der Philologie, Philosophie und Mathematik.
Seit 1809 war er Musiklehrer an wechselnden Orten.
Zuerst lehrte er an einer privaten Erziehungsanstalt in Göttstadt bei Biel (Schweiz). Den dortigen Schüler Conrad Melchior Hirzel begleitete er ab 1810/11 über Zürich, Stuttgart, Ifferten (heute Yverdon-les-Bains), Lausanne und zurück nach Zürich.
In Ifferten kam er dabei in Kontakt mit den Ideen des seit 1804 dort wirkenden Schweizer Reformpädagogen Johann Heinrich Pestalozzi (1746–1827), von dessen ganzheitlicher, an Rousseau angelehnten Pädagogik er stark beeinflusst wurde. Sein Ziel war es in der Folge, Pestalozzis Prinzipien auch in die Tonkunst zu übertragen und in der schulischen Musikerziehung einzusetzen.
Nach seiner Rückkehr blieb er mehrere Jahre in Zürich als Musiklehrer tätig, wobei die Wohnung seines Schülers Hirzel sein „zweites Zuhause“ wurde (später auch die seines Bruders Anton). Unter anderem unterrichtete er in dieser Zeit, in Vertretung des vielbeschäftigten Hans Georg Nägeli (1773–1836), auch Franz Xaver Schnyder von Wartensee musiktheoretisch.
1816 ging er nach Würzburg, wohin er zur Mithilfe bei der Gründung der neuen Erziehungsanstalt des Dr. Heinrich Dittmar (1792–1866) eingeladen worden war. Nachdem diese Anstalt jedoch nach Nürnberg verlegt und ihre Zukunft unsicher wurde, kehrte er bereits 1817 nach Ifferten zurück und gab zuerst privat, dann an einer Töchterschule, schließlich an der Knabenanstalt von Pestalozzi Gesangsunterricht.
Dort lernte ihn Wilhelm Stern (der spätere Leiter der Lehrerbildungsanstalt Karlsruhe) kennen, der ihm 1818 eine Stelle als Musiklehrer am Schullehrerseminar Rastatt verschaffte. Bereits 1819 wechselte er jedoch erneut nach Nürnberg an Dittmars Erziehungsanstalt, war dort einer der zentralen Lehrer und wirkte wesentlich am Aufbau dieser Einrichtung mit.
1822 konvertierte er in Rastatt vom katholischen zum evangelischen Glauben.
Bevor 1823 Karl Georg von Raumer die Leitung des Nürnberger Instituts übernahm (und bis 1826 aufgrund dessen erweckungsbewegerischen Erziehungsvorstellungen wieder sämtliche Schüler verlor), wurde er 1823 ans Schullehrerseminar nach Karlsruhe als Lehrer in Musik, Deutsch, Mathematik und Naturwissenschaften berufen. In Karlsruhe war er auch kirchlich engagiert, gründete z. B. einen Kirchenchor, komponierte für diesen vierstimmige badische Choräle und veranlasste die Beschaffung von Orgeln in Schulen.
Am 3. Dezember 1830 starb Joseph Gersbach dort im Alter von 42 Jahren.

## Zeitgeschichtliche Bezüge und Nachwirkung
In seinem Exemplar eines 1818 herausgegebenen Liederbuches der Turnverein-Bewegung ergänzte Anton Gersbach in den 1820er Jahren handschriftlich unter anderem 62 Lieder, von denen die vielstimmigen überwiegend von seinem Bruder Joseph Gersbach komponiert worden sind. Darunter befinden sich auch politische (nationaldeutsche und antinapoleonische), z. B. Vertonungen von Rückert-Gedichten.
Der Engländer John Curwen (1816–1880), der das Tonic-sol-fa-System propagierte, erwarb von der Witwe Anton Gersbachs einige Manuskripte von Joseph Gersbach, die dieser aufgrund der 1848er Revolution nicht mehr zur Veröffentlichung bringen konnte, und beabsichtigte, diese auf die Tonic-sol-fa-Methode anzuwenden und in englischer Sprache zu publizieren. Es liegen hierfür Arbeitsmanuskripte von Curwen vor unter den Arbeitstiteln „Gersbach's Course of Harmonic Sentences / a book for the teacher“ bzw. „Gersbach's Course of [originally, Plans for] Musical Sentences / a course of Illustrations and Exercises in Melody and in Two-part Three-part and Four-part Harmony. / An elementary work on Musical Composition. / Modified and adapted to the Tonic Solfa Method by John Curwen.“
Joseph Gersbach ist einer der 102 Namen von „Jünger[n], Schüler[n] und Freunde[n]“ von Pestalozzi, die auf einer Berliner Lithografie „Pestalozzi in Stanz“ (dem Wirkungsort Pestalozzis, bevor er nach Yverdon ging; Herausgeber: Adolph Diesterweg) verzeichnet sind und daher offenbar auch in Norddeutschland bekannt waren. Auch eine 1881 erschienene Auflistung der Pestalozzi-Anhänger enthält den Namen Gersbach (zusammen mit Wilhelm Stern (1792–1873), in Verbindung mit dem Lehrerseminar Potsdam).
Selbst in Liederbüchern neuerer Zeit sind Werke von Joseph Gersbach vertreten.

## Werke (Auswahl)

### Pädagogische Schriften
- Wilhelm Stern (Hrsg.), Joseph Gersbach (Bearb.): Anfänge des Unterrichts in Volksschulen, Karlsruhe: Braun, 1827.
- Wilhelm Stern (Hrsg.), Joseph Gersbach (Bearb.): Lehrgang der deutschen Sprache.

### Musikalische Schriften

#### Musiktheorie
- Joseph Gersbach, Anton Gersbach (Hrsg.): Reihenlehre oder Begründung des musikalischen Rhythmus aus der allgemeinen Zahlenlehre, 1832.
- Joseph Gersbach: Anleitung zum Gebrauche der Singschule: mit lithographirten Noten in zwei Heftchen, Karlsruhe, 1833.

#### Liederbücher
- Joseph Gersbach: Wandervöglein 60 vierstimmige Lieder. Vierstimmige Choralgesänge der evangelischen Kirche Badens, 1826.
- Joseph Gersbach: Singvögelein 1: Zweistimmige Tonweisen, Karlsruhe: Braun, 1828  [Noten; Schulliederbuch]
- Joseph Gersbach: Singvögelein: 30 zweistimmige Lieder für die Jugend nebst einem Anhange von 29 kleinen zweist. Liedersätzen von Anton Gersbach, 3. Aufl., Karlsruhe: Braun, 1839 [Noten; Schulliederbuch]
- Joseph Gersbach: Singvöglein. 30 vierstimmige Lieder, 4. Aufl. 1859.
- Joseph Gersbach, Anton Gersbach (Hrsg.): Liedernachlaß. Mehrstimmige Gesänge für gemischten Chor und Männerstimmen, 1839.

Neuauflagen der Liederbücher
- Joseph Gersbach: Vierstimmige Abendlieder [Noten], (Laudinella-Reihe; Blatt 197), Pratteln (Schweiz): Engadiner Kantorei, 1979.
- Joseph Gersbach, Arthur Eglin (Hrsg.): Vierstimmige Chorlieder [für gemischten Chor], (Laudinella-Reihe; 245), St. Moritz: Engadiner Kantorei Laudinella, 1983. [Aus: Wandervögelein oder Sammlung von Reiseliedern ... (Frankfurt a. M. : J. D. Sauerländer, 1833), Textautoren unbekannt. Enthält: Kuckuckslied ; Waldvögelein [Wandervöglein?].]
- Joseph Gersbach, Arthur Eglin (Hrsg.): Lieder für gemischten Chor [Noten] (Laudinella-Reihe; Blatt 415), Pratteln (Schweiz): Engadiner Kantorei, 1997 [Aus: Wandervöglein oder Sammlung von Reiseliedern ... (Frankfurt a. M. : Sauerländer, 1833). Inhalt: Der Lustgang; Schall der Nacht; Heimkehr. Text: Martin Opitz, Hans Jacob Christoffel von Grimmelshausen]